# Pour l'Art
Pour l’Art  (Association Pour l’Art) was een Brusselse kunstenaarsvereniging die bestond van 1892 tot 1939.

## Geschiedenis
De vereniging werd gesticht door jongere kunstenaars die in Brussel eerder lid waren van L’Essor maar  die zich niet meer konden vinden binnen deze kring die niet echt een artistiek programma had.
De eerste bijeenkomsten waren in februari 1892. De officiële stichting was in april 1892.
De stichters waren : Pieter Braecke, Leon Dardenne, Georges De Geetere, Jean Delville, José Dierickx, Omer Dierickx, Georges Fichefet, Adolphe Hamesse, Alexandre Hannotiau, Jean Herain, Leon Jacques, William Jelley, het echtpaar Antoine Lacroix en Clémence Michel, Amédée Lynen, Victor Rousseau, Hector Thys, Richard Viandier, Omer Coppens. Iets later sloten Albert Ciamberlani en Emile Fabry aan, nog later : Eugène Laermans, Henri Ottevaere, François Dehaspe, Firmin Baes, Emmanuel Viérin. Ook de van Luik afkomstige schilder Charles Michel was lid. 
Het hoofdkwartier was de Taverne Guillaume op het Museumplein in Brussel.

## Doelstellingen
- De hoofddoelstelling was het inrichten van een jaarlijkse tentoonstelling.
- 1892 : eerste tentoonstelling
- 1893 : tentoonstelling van 7 tot 28 mei in het Museum voor Oude Kunst in Brussel (deze is blijkbaar later niet in de nummering van hun tentoonstellingen opgenomen)
- 1894 : tweede tentoonstelling (Musée Moderne)
- 1895 : derde tentoonstelling
- 1896 : vierde tentoonstelling
- 1897 : vijfde tentoonstelling
- 1898 : zesde tentoonstelling (Musée Moderne)
- 1906 : 14de tentoonstelling (26 januari-19 februari) (Musée Moderne)

- Organiseren van lezingen.

Eén der conferenciers was de “goeroe” van het symbolisme : Sâr Péladan.
Na 1914 was de vereniging over haar hoogtepunt heen.

## Trivia
- De affiche van 1892 is ontworpen door Jean Delville. Voor de tweede tentoonstelling, die van 1894, tekende Henri Ottevaere de affiche. Omer Coppens ontwierp de covers van de catalogi van 1895 en 1896. In 1897 was Albert Ciamberlani aan de beurt. De affiche van 1898 was van Omer Coppens. Eugène Laermans ontwierp de affiche van 1906.